# Quinten Metsysplein
Het Quinten Metsysplein is een plein in de Belgische stad Leuven. Het ligt op het kruispunt van de Burgemeestersstraat, de Bogaardenstraat, de Arnould Nobelstraat en de Dagobertstraat en werd vernoemd naar de beroemde schilder Quinten Metsys.
De plannen voor het plein werden uitgetekend door stadsarchitect François-Henri Laenen tussen 1836 en 1839.
Het plein kwam tot stand tussen 1840 en 1860 en heette oorspronkelijk Luikse Plaats of Loikseploits in de Leuvense volksmond. Op de stratenlijst van 1868 staat Place de Liège als naam vermeld.
De naam werd gesuggereerd door stadsarchivaris Edward Van Even, omdat het oorspronkelijk de bedoeling was om er een standbeeld op te richten voor de schilder die in Leuven geboren was. Dat zou het allereerste standbeeld in Leuven geweest zijn, maar het is er nooit gekomen.
Verkeerstechnisch gaat het om een rond punt, al is het plein eigenlijk vierkant of ruitvormig. In de plaats van het geplande standbeeld, ligt er nu in het midden van het plein een kunstwerk, geschonken op 16 april 2002 door de Vlaams-Brabantse afdeling van het ABVV, dat de gesneuvelden in de strijd voor het algemeen enkelvoudig stemrecht van 18 april 1902 herdenkt. Het kunstwerk werd gemaakt door Lucas Bernaerts en Luc Cauwenberghs. Het gaat om een vlak kunstwerk op de vloer van het plein. Het stelt een bolletje voor en daaromheen zes silhouetten van de gesneuvelden, die hun leven gaven om ervoor te zorgen dat wij het bolletje van onze keuze kunnen inkleuren.
Er staan twee zuiltjes, een met uitleg over het kunstwerk, het andere met het gedicht Stemadvies van de zes van Leuven van Charles Ducal.
De plannen voor het plein werden uitgetekend door stadsarchitect François Henri Laenen tussen 1836 en 1839.
In 2015 opent het nieuwbouwproject The Village (Leuven) dat het filmzalencomplex van de De Studio's, die jaren geleden de deuren sloten, omvormt tot een nieuwe leefomgeving voor studenten, kantoorruimte en een groene parkzone. Ook het Davidsfonds verhuist hierheen vanuit de Blijde Inkomststraat op zijn 140e verjaardag.

## Afbeeldingen

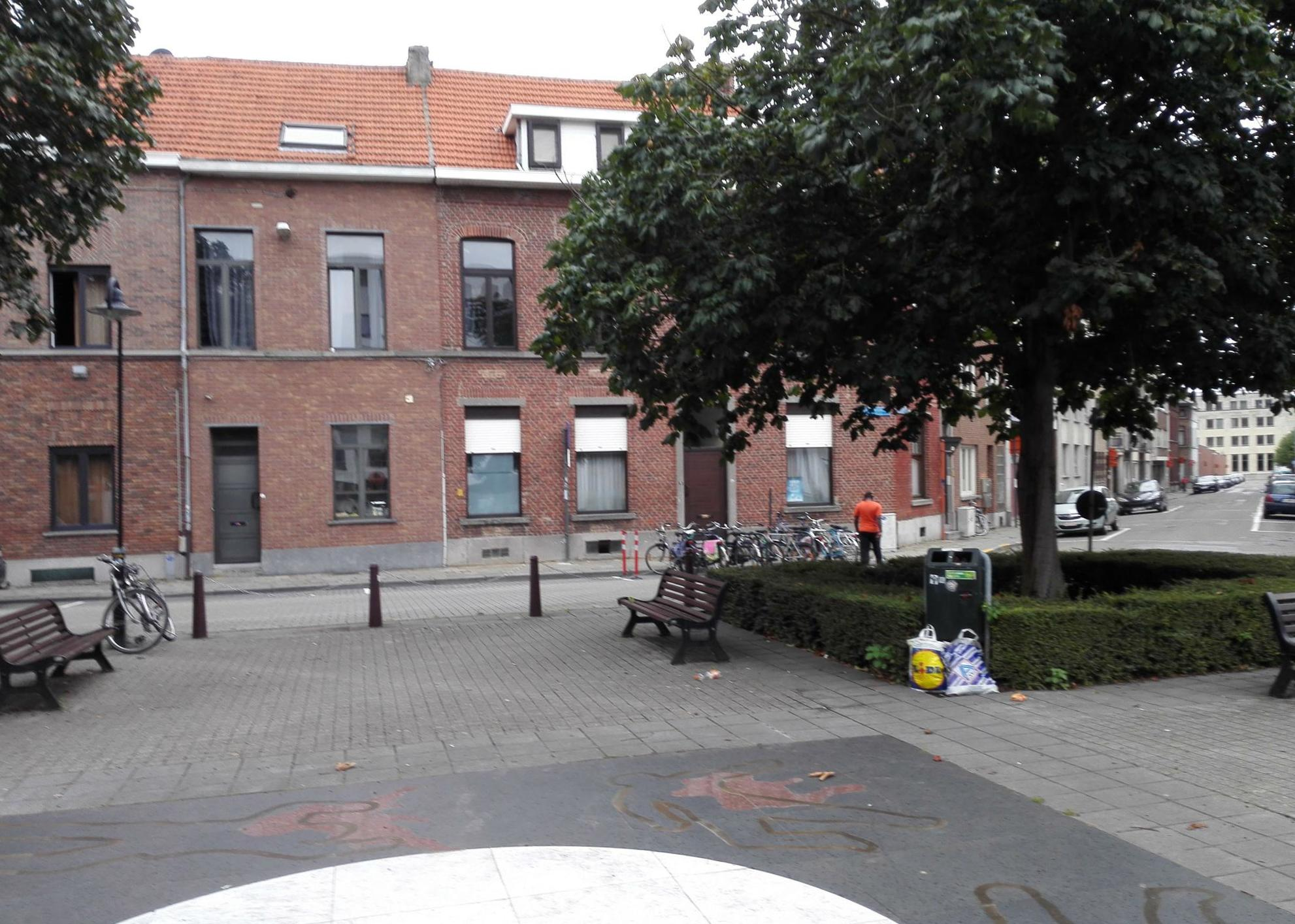
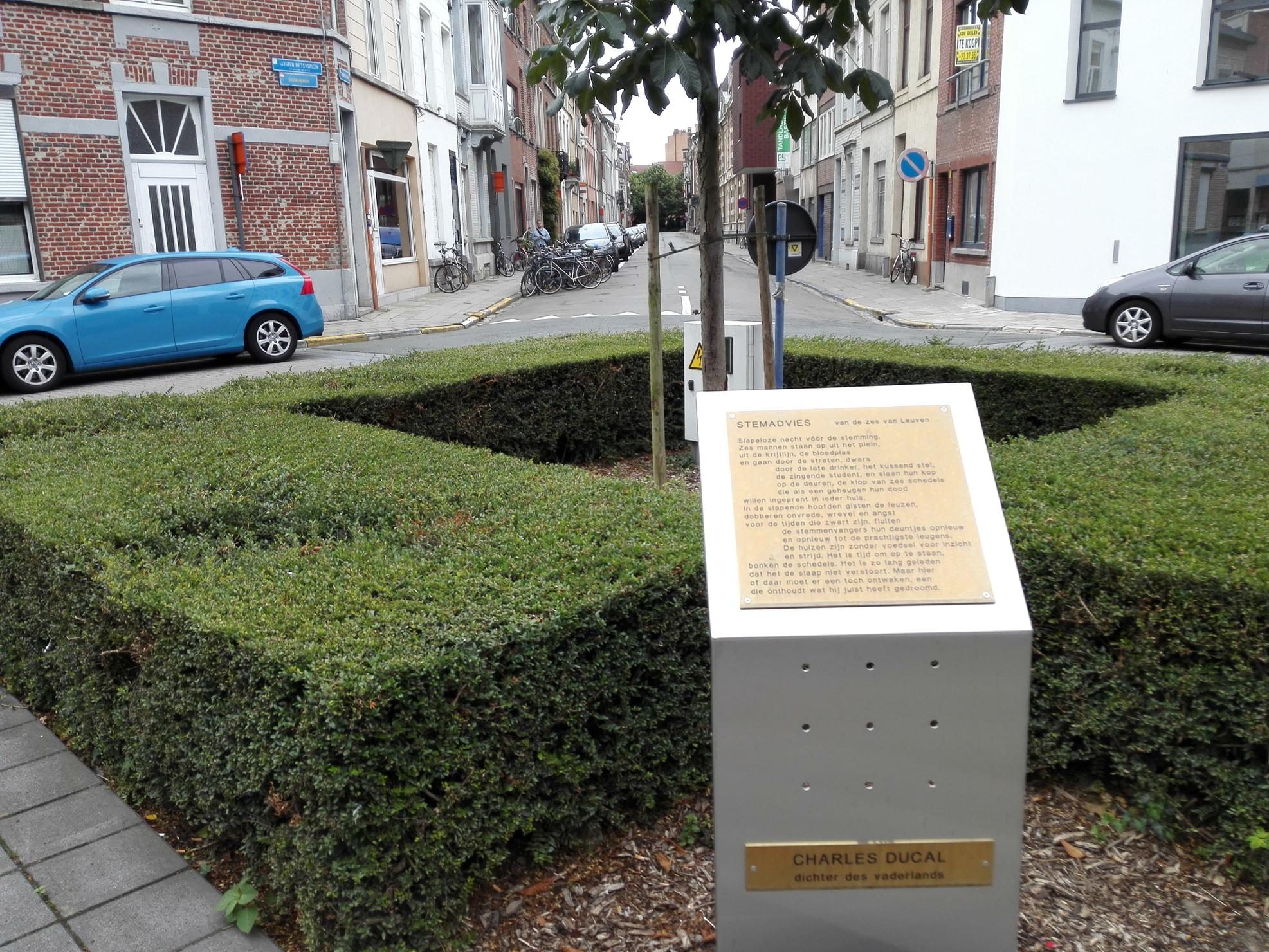
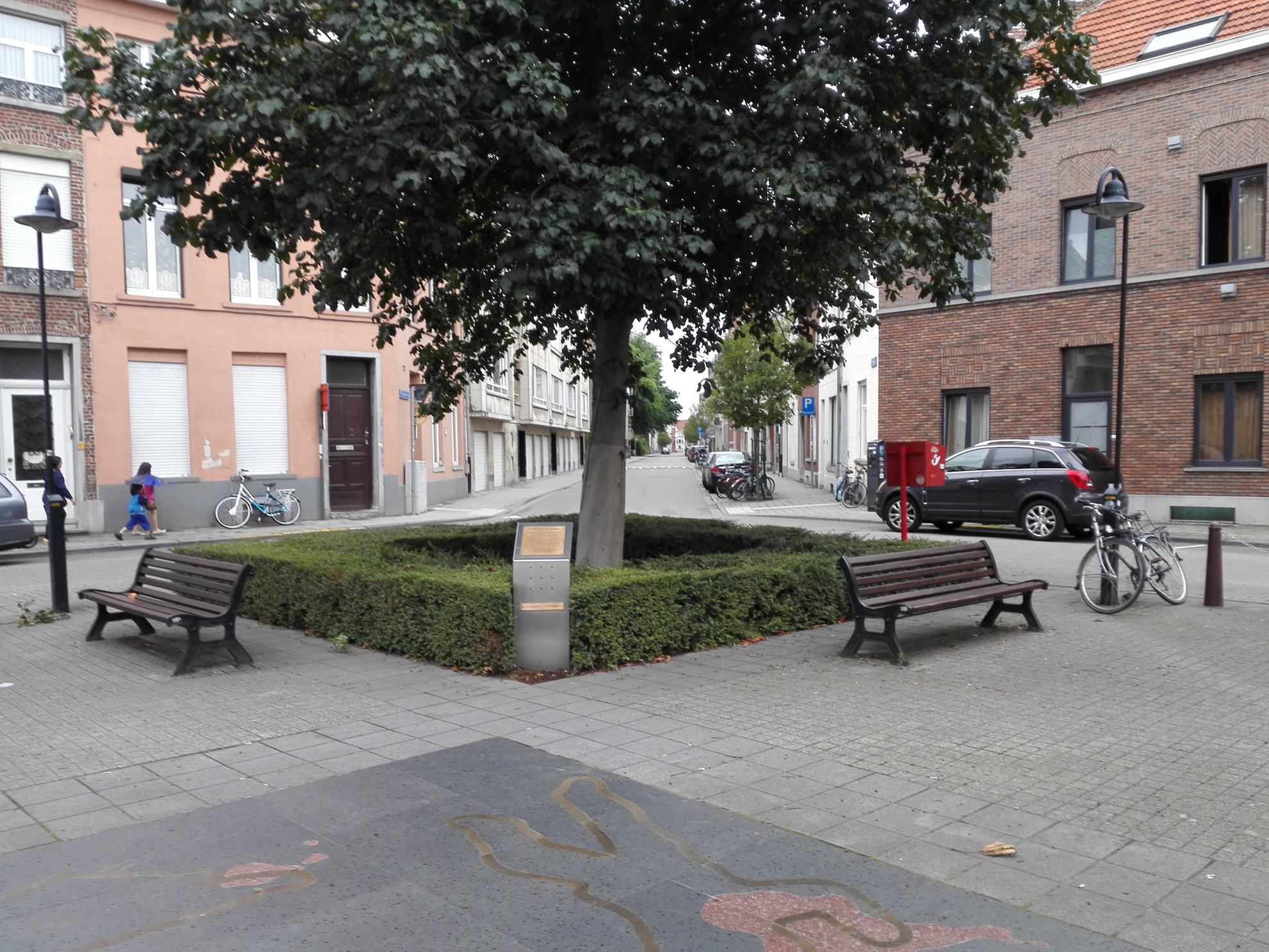
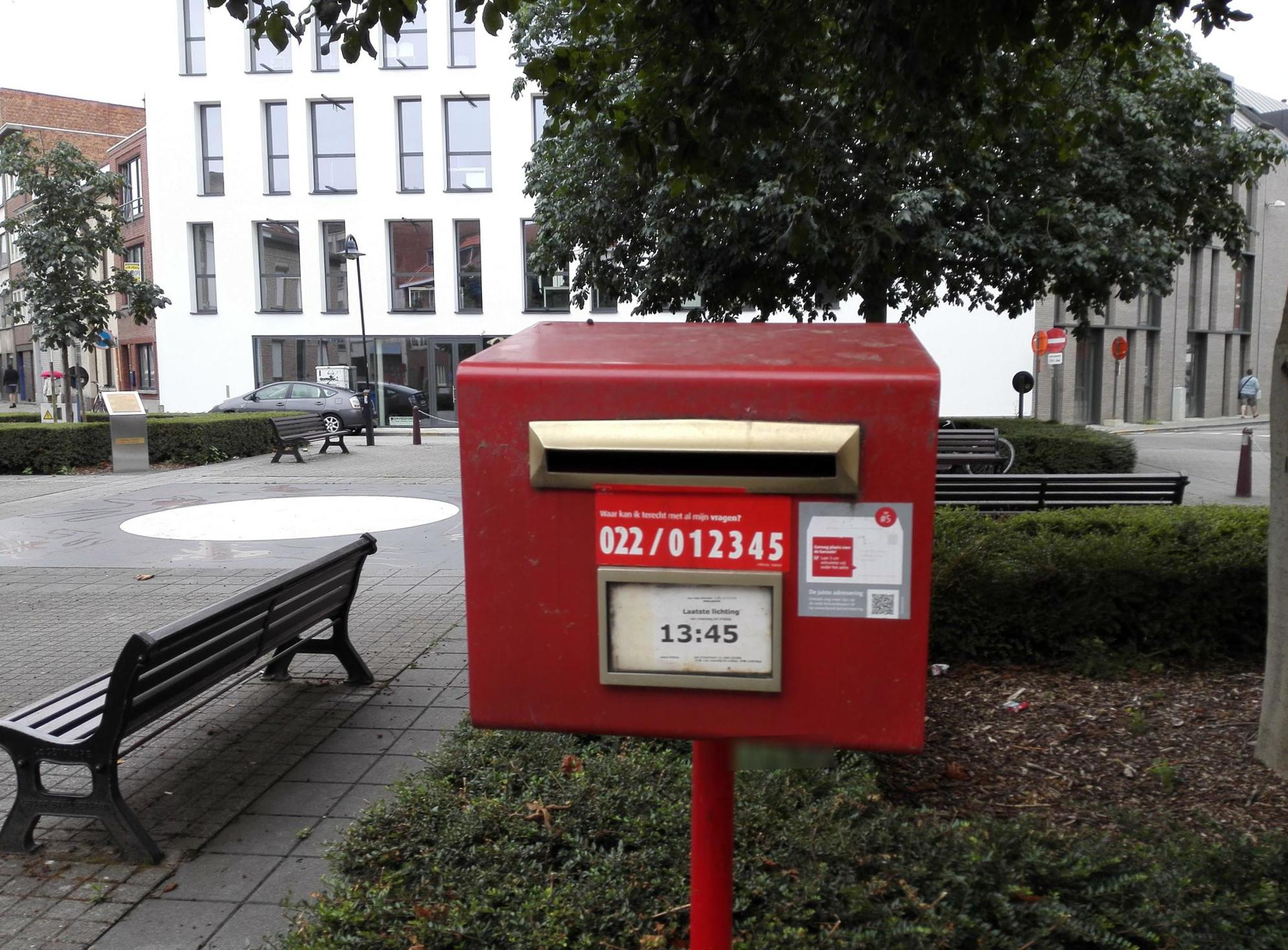